# 印度洋银口天竺鲷
印度洋银口天竺鲷（学名：Jaydia striatodes）是輻鰭魚綱鈎頭魚目天竺鯛科银口天竺鲷属的一种鱼类。分布于东印度洋到西北太平洋海域，深度可達35公尺。
本魚體延長，長橢圓形，體稍側扁，頭大、眼大、口大且斜裂，頜齒細小，鋤骨和腭骨通常具齒，舌上無齒，前鰓蓋骨邊緣具鋸齒，鰓蓋骨後緣棘不發達，體被弱櫛鱗，胸鳍15条，体侧通常具数条暗色窄横带，臀鳍下端有黑色素分布，形态上与横带银口天竺鲷接近，容易混淆。棲息在珊瑚礁和岩礁，夜間活動，屬肉食性，繁殖期時，雄魚具有口孵習性，卵約7日化成仔魚，由雄魚吐出，具短暫的仔魚飄浮期，生活習性不明。